# Reie
El Reie és un riu belga que va tenir un paper important en l'origen de la ciutat de Bruges. Avui en dia, per intervencions humanes de canalització, així com per sedimentació, polderització i la regressió del mar, el llit natural ha quasi totalment desaparegut. Dins del nucli antic de Bruges, sobreviu en el noms dels canals de la ciutat: Lange Rei (riu llarg), Groene Rei (riu verd), Spinolarei (riu d'Spinola) i molts altres.
Segons l'Institut de la llengua neerlandesa, el seu nom prové del francès antic roie que significa riu, igual com l'anversès rui. El primer esment escrit roya o rogia a Bruges data del 1130, Reye apareix el 1282. Altres fonts pretenen un origen cèltic rogia que significaria aigua sagrada.
Una part del seu curs històric encara es pot reconèixer al mapa de la ciutat tot i que la part des de la plaça major (Markt) i del Kraanrei (riu de la Grua) va ser entubat al segle xviii, després d'excavar un nou canal, el Coupure (1751-1753), més pregon i recte que els antics «reies» a l'interior de la ciutat, poc apropiats a les barques cada vegada més grosses.
A l'època romana desembocava en un ample priel marítim. S'han trobat artefactes i embarcacions tardoromans i gal·loromans, sense proves d'un assentament permanent. Fins a l'alta edat mitjana, desembocava en algun lloc entre Blankenberge i Zeebrugge.
L'antiga ruta comercial d'Oudenburg cap a Aardenburg (la ciutat gal·loromana més antiga de la zona) considerada una via romana però probablement més antic, hi creuava el riu. És fort probable que ja a l'època merovíngia ja hi havia un assentament permanent amb caràcter «urbà», més important que un poble de pescadors i de ramaders, al límit de la zona arenosa non inundable i una plana costanera amb una estructura d'illes, bancs de sorra, priels comparable a l'actual Mar de Wadden, que només s'inundava per marees vives fortíssimes. Al segle viii i ix els vikings hi tenien una factoria. Era una zona molt idoni per a la ramaderia d'ovelles. La producció de llana superava les necessitats locals el que va contribuir a desenvolupar el port a la desembocadura del Reie. Més tard a poc a poc per la sedimentació i la creació de pòlders es va assecar. El Zwin (també anomenat Zinkval o Sincval) es va retreure i es va crear un primer canal cap a un dic nou (Dam en neerlandès) un avant-port que esdevindria la ciutat de Damme.

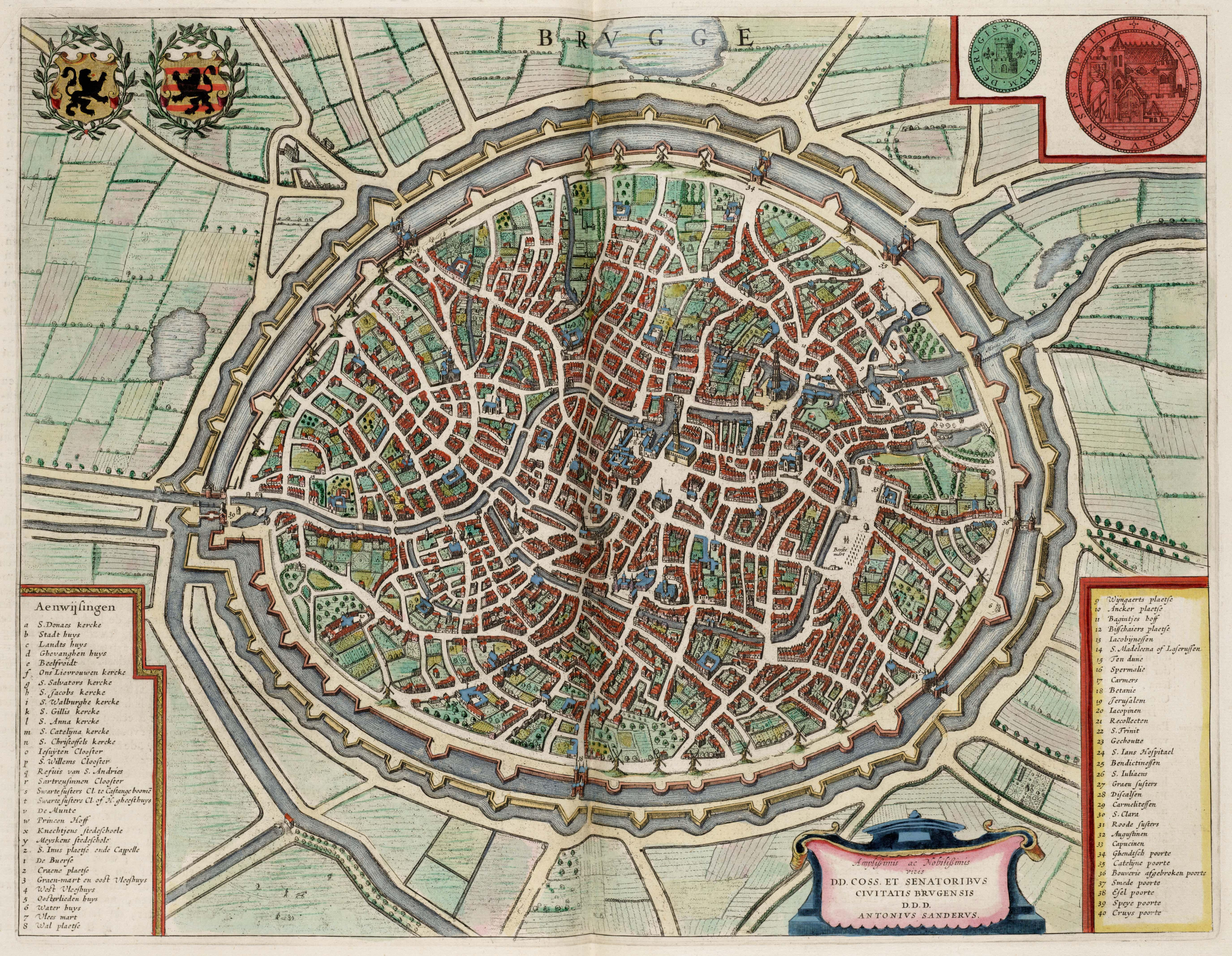
El Reie creuant Bruges del Minnewater a l'est cap a la porta de Damme (Dampoort) a l'oest a un mapa del 1649

El curs superior amont de Bruges, també anomenat Zuidleie (= Leie meridional) va ser canalitzat des del segle xiii quan es va connectar els rius Zuidleie i Durme per crear el Canal Bruges-Gant. La ciutat de Bruges volia augmentar el cabal del Reie, per facilitar la navegació i per esbandir el sediments que riscaven ensorrar el curs inferior i l'estuari del Zwin. Tot i que aquest canal va ser eixamplat i rectificat diverses vegades des del segle xviii fins avui per augmentar-ne la capacitat, s'hi reconeix encara el curs del riu, sobretot per uns antics trams que es van conservar quan es van tallar els meandres. Avui, el curs superior canalitzat al llarg dels segles, des del canal circular de Bruges fins a Gant és navegable per embarcacions de contenidors cap a 1350 tones. A l'interior de la ciutat ja no hi queda cap navegació comercial, excepte xalanes per turistes.

## Afluents
- Boterbeek
- Kerkebeek
- Sint-Trudoledeken
  - Bergbeek
  - Meersbeek
- Leiselebeek
- Rivierbeek
- Waardammebeek